# 장산역 (담양)
장산역(Jangsan station, 長山驛)은 전라남도 담양군 고서면 장산리에 있었던 철도역이었다. 현재 플랫폼 흔적이 남아 있다.

## 연혁
- 1922년 12월 1일 : 보통역으로 영업 개시[1]
- 1930년 2월 26일 : 소화물취급 개시
- 1944년 11월 1일 : 태평양전쟁으로 선로공출명령에 따라 광주 ~ 담양 간의 선로철거로 폐역